# General Mills
General Mills є американським багатонаціональним виробником та маркетологом фірмових споживчих продуктів, які продаються через роздрібні магазини. Його штаб-квартира знаходиться в Голден-Веллі, штат Міннесота, передмісті Міннеаполіса. Компанія, яка часто називається "Big G", продає багато відомих північноамериканських брендів, включаючи марки Gold Medal Flour, Annie's Homegrown, Betty Crocker, Yoplait, Colombo, Totino's, Pillsbury, Old El Paso, Häagen-Dazs, Cheerios, Trix, Cocoa Puffs та Lucky Charms.